# 투아필루 마울리다
투아필루 마울리다(프랑스어: Toifilou Maoulida, 1979년 6월 8일 ~ )는 프랑스의 전 축구 선수이며, 포지션은 스트라이커 및 윙어이다. 마요트 출신이며, 마르세유로 거처를 옮겨 성장하였다.
1997년 몽펠리에 HSC에서 데뷔해 1999년 UEFA 인터토토컵 우승을 경험했으며, 이후 2002년 스타드 렌 FC으로 이적해 2003년 FC 메스에 임대되기도 했다. 그 뒤 2005년 AS 모나코 FC에 입단했으며, 2006년 올랭피크 드 마르세유로 임대를 떠난 뒤 2005-06 시즌 쿠프 드 프랑스 준우승에 공헌하며 완전 이적에 성공하였다. 이후 2007년 AJ 오세르로 팀을 옮겼으며, 2008년 RC 랑스로 이적해 팀의 2009-10 시즌 리그 2 우승에 기여하는 등의 활약으로 레인저스 FC로부터의 관심을 받기도 했다. 그 뒤 2011년 SC 바스티아에 입단해 팀의 2011-21 시즌 리그 2 우승에 일조했으며, 이후 님 올랭피크, 투르 FC를 거친 뒤 2017년 선수 은퇴를 선언하였다.
또한 코모로는 마요트를 자신들의 일부 지역으로 간주하기에 코모로 축구 국가대표팀의 합류를 권유받기도 했지만, 그는 마요트 지역 사람들의 의사를 존중해서 이를 거절하였다.